# Alfred Kirwa Yego

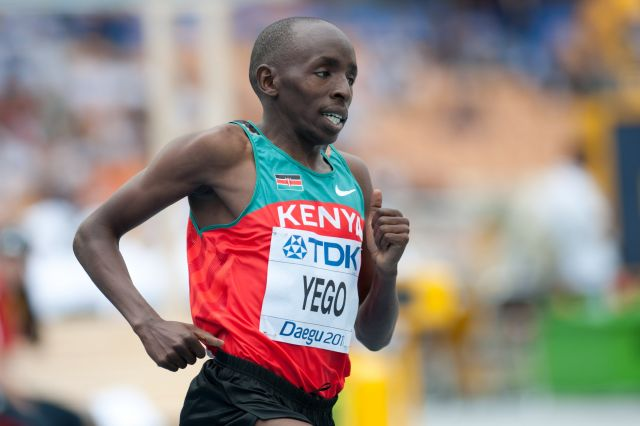
Alfred Yego bei den Weltmeisterschaften 2011 in Daegu

Alfred Kirwa Yego (* 28. November 1986 in Eldoret) ist ein kenianischer Mittelstreckenläufer, der vorwiegend auf der 800-Meter-Strecke startet.
Der kenianische Meister und Vizejuniorenweltmeister von 2004 scheiterte bei den Weltmeisterschaften 2005 in Helsinki im Halbfinale, gewann jedoch im Jahr darauf Bronze bei den Afrikameisterschaften.
Bei den Weltmeisterschaften 2007 in Osaka erzielte er mit dem Gewinn der Goldmedaille den bisher größten Erfolg seiner Karriere. Auf der Zielgeraden hatte er sich einen heftigen Endspurt mit seinem Konkurrenten Gary Reed (CAN), der lange Zeit das Feld angeführt hatte, geliefert. Mit einer Zeit von 1:47,09 min schob er sich mit einer Hundertstelsekunde Vorsprung auf den Kanadier ins Ziel. Bei den Olympischen Spielen 2008 in Peking gewann er über 800 Meter die Bronzemedaille.

## Persönliche Bestleistungen
- 800 m: 1:42,67 min, 6. September 2009, Rieti
- 1500 m: 3:33,68 min, 8. Mai 2009, Doha